# Clyomys bishopi
Clyomys bishopi és una espècie de mamífer rosegador de la família de les rates espinoses. És endèmica del sud de l'estat de São Paulo (Brasil). Es tracta d'un animal herbívor. El seu hàbitat natural són les zones de transició entre els boscos tropicals semiperennes i els cerrados. Es desconeix si hi ha cap amenaça significativa per a la supervivència d'aquesta espècie.